# Vernon L. Walker
Vernon L. "Vern" Walker (Detroit, Michigan, 2 mei 1894 - Californië, 1 maart 1948) was een Amerikaans special effects-expert.
Walker begon zijn carrière als assistent-cameraman, en kreeg op deze manier ervaring met het creëren van zogenaamde "cameraeffecten", wat later special effects zou worden genoemd. Begin jaren dertig werd hij bij de filmstudio RKO aangesteld als chef van de special effects-afdeling. Een van zijn eerste opdrachten voor RKO was King Kong (1933), waarvoor hij, naast het camerawerk, ook meewerkte aan de visual effects. Later werkte hij onder andere aan Flying Down to Rio (1933), Top Hat (1935), Bringing Up Baby (1938), Gunga Din (1939), Citizen Kane (1941), Cat People (1942), Hitchcocks Notorious (1946) en Sinbad the Sailor (1947).
Hij werd in de jaren veertig viermaal genomineerd voor de Academy Award voor Beste Special Effects, waaronder in 1941 voor Swiss Family Robinson (1940). Walker werkte tot zijn dood in 1948 bij RKO.